# Calanogas
Calanogas is een gemeente in de Filipijnse provincie Lanao del Sur in het noorden van het eiland Mindanao. Bij de laatste census in 2007 had de gemeente bijna 22 duizend inwoners.

## Geografie

### Bestuurlijke indeling
Calanogas is onderverdeeld in de volgende 17 barangays:
| - Bubonga Ranao - Calalaoan - Gas - Inoma - Inudaran - Luguna - Mimbalawag - Ngingir - Pagalongan | - Panggawalupa - Pantaon - Piksan - Pindolonan - Punud - Tagoranao - Taliboboka - Tambac |

## Demografie
Calanogas had bij de census van 2007 een inwoneraantal van 21.847 mensen. Dit zijn 11.858 mensen (118,7%) meer dan bij de vorige census van 2000. De gemiddelde jaarlijkse groei komt daarmee uit op 11,40%, hetgeen veel hoger is dan het landelijk jaarlijks gemiddelde over deze periode (2,04%). Vergeleken met de census van 1995 is het aantal mensen met 13.270 (154,7%) toegenomen.

De bevolkingsdichtheid van Calanogas was ten tijde van de laatste census, met 21.847 inwoners op 195 km², 112 mensen per km².